# Траутскирхен
Траутскирхен (нем. Trautskirchen) — община в Германии, в земле Бавария.
Подчиняется административному округу Средняя Франкония. Входит в состав района Нойштадт-ан-дер-Айш-Бад-Виндсхайм. Подчиняется управлению Нойхоф-ан-дер-Ценн. Население составляет 1276 человек (на 31 декабря 2010 года). Занимает площадь 19,83 км².
Община подразделяется на 10 административных единиц.

## Население
По оценке на 31 декабря 2015 года население общины Траутскирхен составляет 1323 чел. 

| Дата      | 1840 | 1871 | 1900 | 1925 | 1939 | 1950 | 1961 | 1970 | 1987 | 2011 |
| --------- | ---- | ---- | ---- | ---- | ---- | ---- | ---- | ---- | ---- | ---- |
| Население | 1057 | 1188 | 1057 | 993  | 938  | 1482 | 1170 | 1089 | 1141 | 1311 |

| Год       | 1960 | 1970 | 1980 | 1990 | 2000 | 2009 | 2010 | 2011 | 2012 | 2013 | 2014 | 2015 |
| --------- | ---- | ---- | ---- | ---- | ---- | ---- | ---- | ---- | ---- | ---- | ---- | ---- |
| Население | 1141 | 1069 | 1095 | 1241 | 1333 | 1280 | 1276 | 1328 | 1335 | 1311 | 1306 | 1323 |